# ラヴート＝シラク
ラヴート＝シラク （Lavoûte-Chilhac ）は、フランス、オーヴェルニュ＝ローヌ＝アルプ地域圏、オート＝ロワール県のコミューン。一般的にはラヴートと呼ばれている。

## 地理

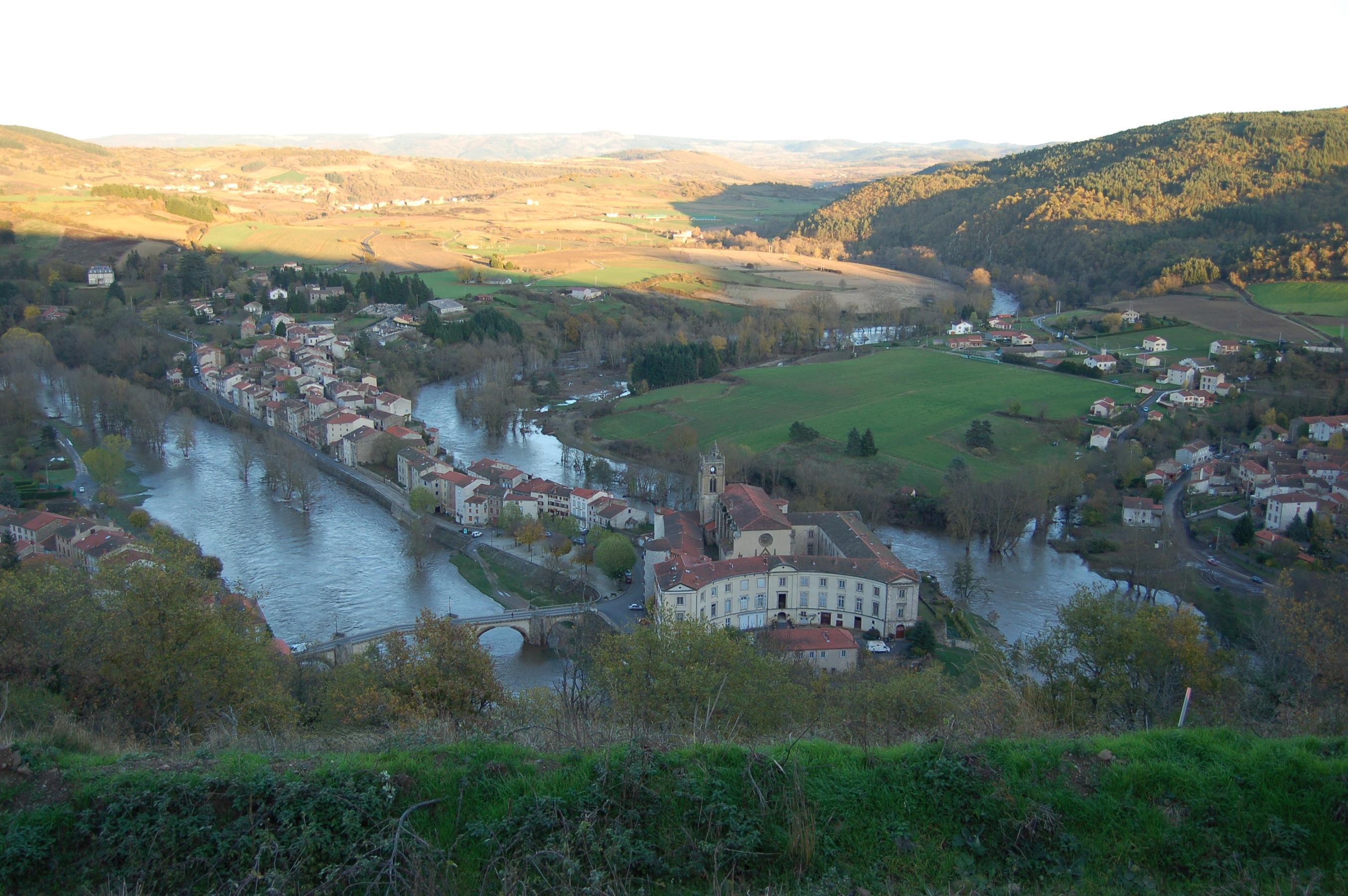

アリエ川渓谷の中にあり、村はランジャックとブリウドの中間に位置する。村は2つの地区に分かれる。
- 最初の地区は、ル・ボワという集落から眺めることができる、非常に狭いアリエ河岸の湾曲部が含まれる。多くの古い城塞都市と設計が同じである。湾曲部に建てられた古い城は川沿いに今も遺構を残している。この城の場所には現在小修道院がある。この地区はコミューン内で最も古く、川を天然の水のベルトとして利用し防衛目的で建設された。
- 第二の地区は、左岸の岩に寄りかかっているような形をしている。アリエ川渓谷を借用した道路沿いにある、非常に狭い2本の帯状の土地からなる。アリエ川を見下ろす住宅は印象的な高さである。時に非常に猛威を振るう洪水から安全を保つには、住宅を高くすることが唯一の方法だった。この地区の住宅は19世紀にさかのぼるものが多く、古い商店街がある。地上階はいまだかつての店先の痕跡をとどめる。驚くべきことにこれらは、豊かな商人の村であったことの証明なのである。

上記の2つの地区は、アーチが2つある橋によって隔てられている。村は、アリエ川対岸にあるサン・シルグの村とは向かい合って一対の村のようである。ヴィルヌーヴ＝ダリエと、数km下流にあるサンティルピズを参考されたい。川を渡るのが容易でなく、無料でもなかった（通行税がとられた）昔を思い起こしてほしい。

### 交通
コミューンには、北のブリウドと南のランジュアックをつなぐ国道585号線が通る。

## 歴史
コミューンの名は、おそらく川の湾曲から発生している。同じアリエ河岸の上流最初の村がシラクで、その近くにあることからシラクの名がついている。
クリュニーのオディロン（fr）として知られているオディロン・ド・メルクールは、村の中にクリュニー会の共同体をつくることで、ラヴート＝シラクの建築景観上の影響を永続的に与えることになった。彼は、ラヴート＝シラクやサン・シルグの土地を所有する重要なオーヴェルニュ貴族家門の出身であった。彼は994年にクリュニー修道院の院長に選ばれ、修道院最盛期の原動力となり、この修道会の力を増大させた。実家の支援を受けて、オディロンはラヴート＝シラクの土地に、1025年9月14日、サント・クロワ小修道院を創設した。

## 人口統計
| 1962年 | 1968年 | 1975年 | 1982年 | 1990年 | 1999年 | 2006年 | 2012年 |
| ------ | ------ | ------ | ------ | ------ | ------ | ------ | ------ |
| 396    | 344    | 261    | 272    | 286    | 302    | 314    | 294    |

source=1999年までLdh/EHESS/Cassini、2004年以降INSEE

## 史跡
- サント・クロワ小修道院 - 15世紀につくられた建物の翼、18世紀に建設された半円形の修道院建物を、付属教会と、中世に築かれた修道院の古い要塞の残りがベルト状になって守っている。
- 橋[5] - 15世紀のものだが、最古の部分は11世紀にさかのぼる[6]。橋は、リヨンとトゥールーズの間を走るかつての大道上にあった。開いたアーチ部分は4つある。台座部分は分厚く、4.11mから4.18mである。橋は洪水のために18世紀に数回修復がされている。1889年には幅が拡張された。
- かつて要塞であった遺構である門や壁は現在建物に取り込まれている。
- ヴュー・ムーラン広場は村一番の広場である。村の中央部は、一方がアリエ川、もう片方が修道院の中世の翼と境を接している。ムーラン（水車）の名は、かつて世紀の初めにこの地に製粉所があったことに由来するが、洪水で流されてしまった。

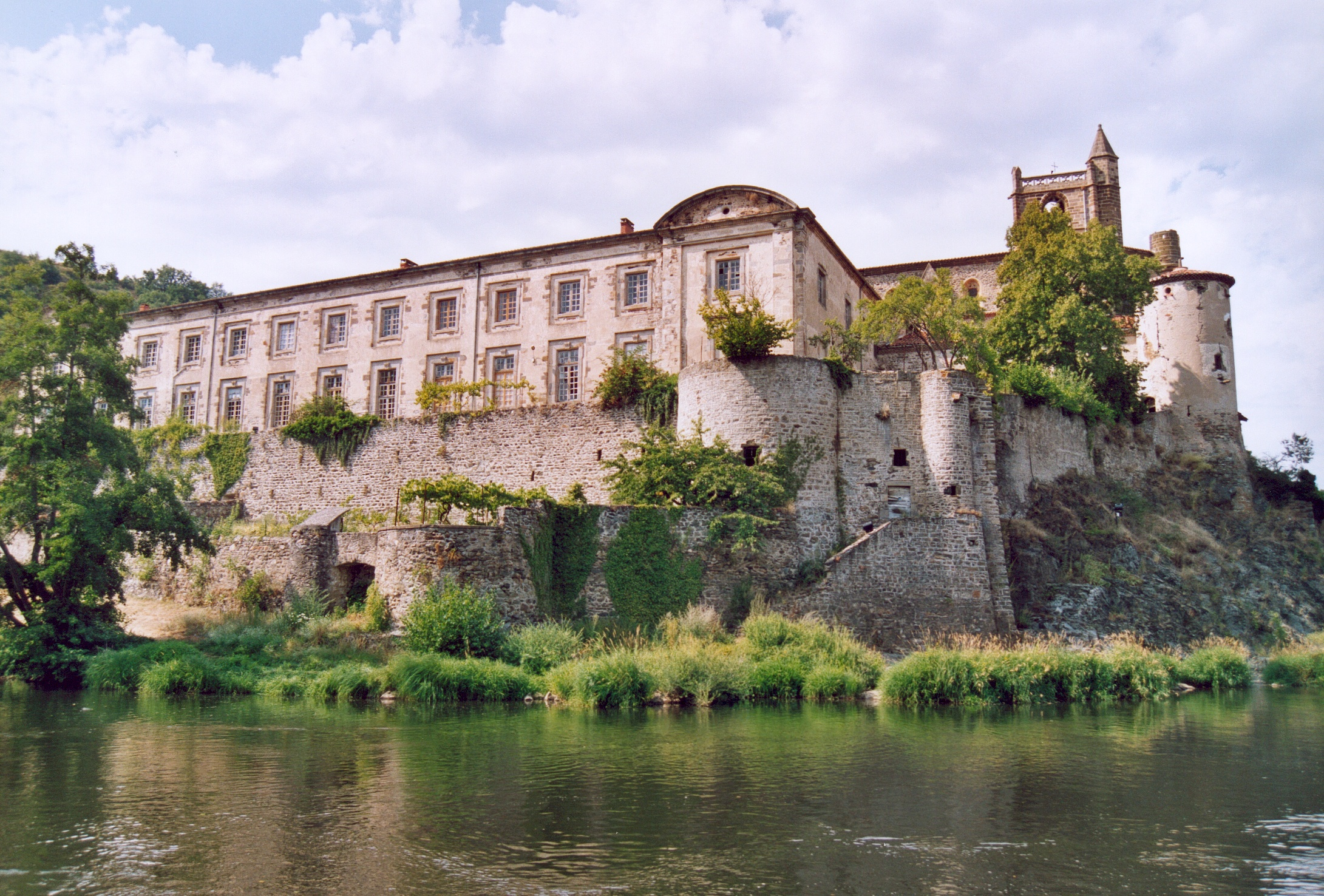
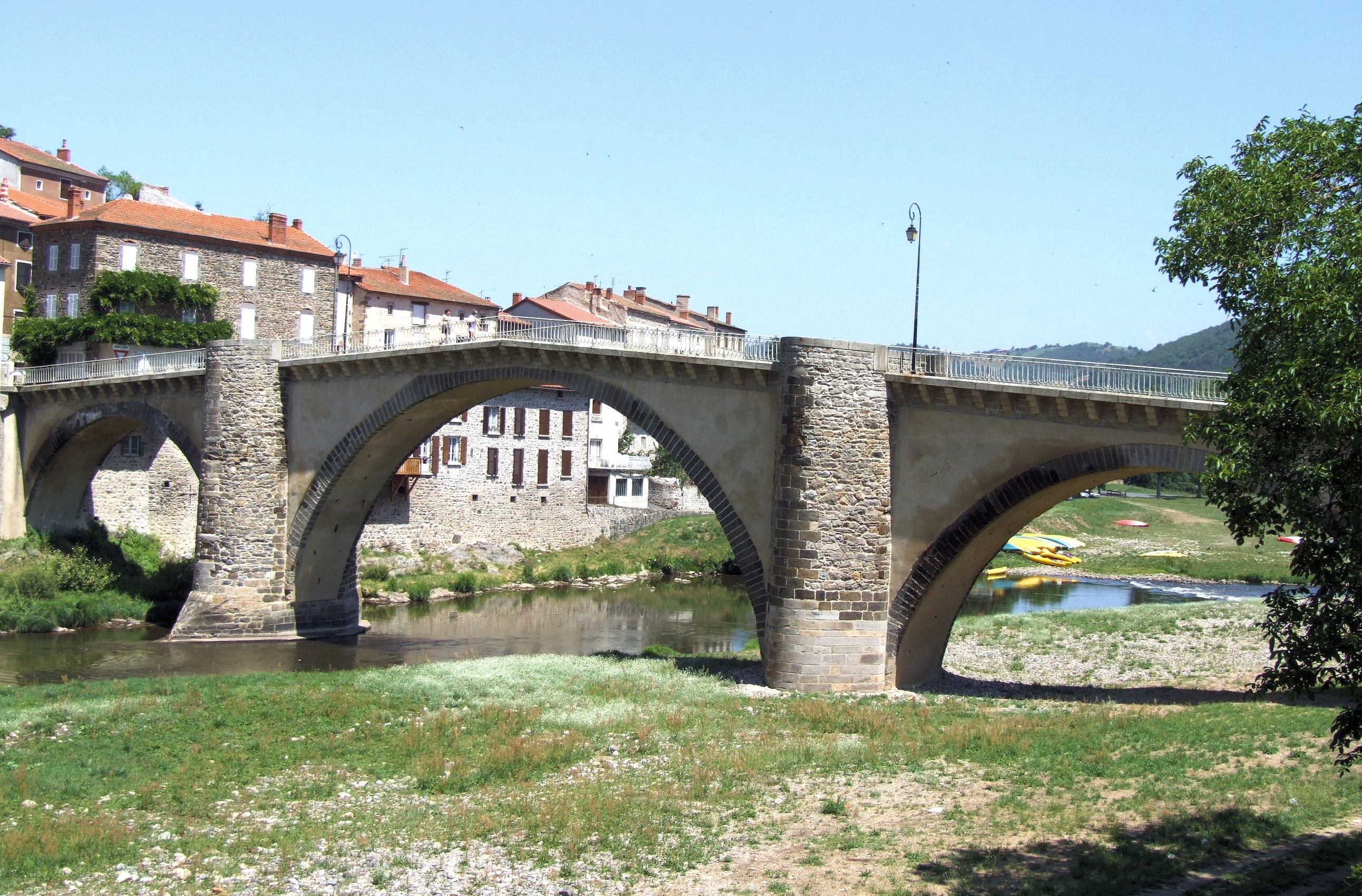
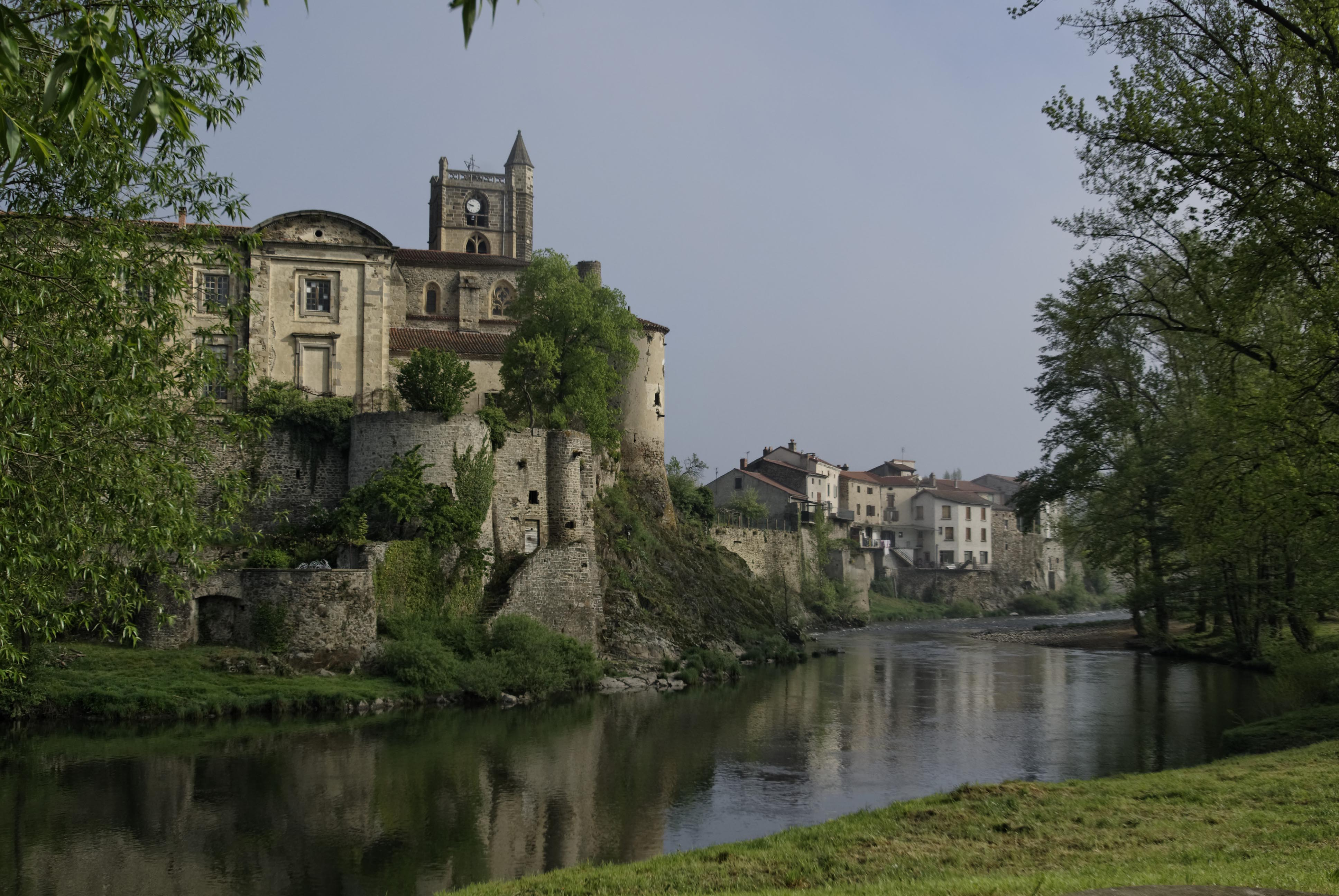

- 小修道院付属庭園